# Сейсмічна шкала
Сейсмічна шкала (рос. сейсмическая шкала, англ. scale of seismic intensities, scale of earthquake intensities; нім. Erdbebenskala) — шкала оцінки інтенсивності коливань на поверхні Землі при землетрусах. Сейсмічні шкали введені з другої половини XIX ст. Критеріями, на яких базується С.ш. є зовнішні прояви (наслідки) землетрусу: ступінь руйнування споруд, залишкова деформація ґрунтів тощо. В Україні прийнята 12-бальна С.ш. — найбільш поширена в світі (Шкала Ріхтера). Крім того, користуються 8-бальною (Японія) та 10-бальною шкалою Россі-Фореля (Лат. Америка) шкалами.